# Lista de campeões em duplas mistas de torneios do Grand Slam
Esta é a lista de campeões em duplas mistas do Australian Open, de Roland Garros, de Wimbledon e do US Open.
A era amadora durou do início de cada torneio até o Australian Open de 1968. Neste período, com exceção de Wimbledon, as competições tinham outros nomes: o Australian Open foi o Australian Championships (1968–1927) e o Australasian Championships (até 1926). Roland Garros, o French Championships (1967–1925) e o French National Championship (até 1924). O US Open, o U.S. National Championships.
A era profissional ou aberta começou no Torneio de Roland Garros de 1968 e vai até os dias atuais.

## Por ano

### Era aberta
| Ano  | Australian Open                                                                                   | Roland Garros                                        | Wimbledon                                           | US Open                                             |
| ---- | ------------------------------------------------------------------------------------------------- | ---------------------------------------------------- | --------------------------------------------------- | --------------------------------------------------- |
| 2025 | Olivia Gadecki John Peers (2/2)                                                                   |                                                      |                                                     |                                                     |
| 2024 | Hsieh Su-wei (1/2) Jan Zieliński (1/2)                                                            | Laura Siegemund (2/2) Édouard Roger-Vasselin         | Hsieh Su-wei (2/2) Jan Zieliński (2/2)              | Sara Errani Andrea Vavassori                        |
| 2023 | Luisa Stefani Rafael Matos                                                                        | Miyu Kato Tim Pütz                                   | Lyudmyla Kichenok Mate Pavić (3/3)                  | Anna Danilina Harri Heliövaara                      |
| 2022 | Kristina Mladenovic (3/3) Ivan Dodig (4/4)                                                        | Ena Shibahara Wesley Koolhof                         | Desirae Krawczyk (4/4) Neal Skupski (2/2)           | Storm Sanders John Peers (1/2)                      |
| 2021 | Barbora Krejčíková (3/3) Rajeev Ram (2/2)                                                         | Desirae Krawczyk (1/4) Joe Salisbury (1/2)           | Desirae Krawczyk (2/4) Neal Skupski (1/2)           | Desirae Krawczyk (3/4) Joe Salisbury (2/2)          |
| 2020 | Barbora Krejčíková (2/3) Nikola Mektić                                                            | Não realizado devido à pandemia de COVID-19          | Torneio não realizado devido à pandemia de COVID-19 | Não realizado devido à pandemia de COVID-19         |
| 2019 | Barbora Krejčíková (1/3) Rajeev Ram (1/2)                                                         | Latisha Chan (2/3) Ivan Dodig (2/4)                  | Latisha Chan (3/3) Ivan Dodig (3/4)                 | Bethanie Mattek-Sands (4/4) Jamie Murray (5/5)      |
| 2018 | Gabriela Dabrowski (2/2) Mate Pavić (2/3)                                                         | Latisha Chan (1/3) Ivan Dodig (1/4)                  | Nicole Melichar Alexander Peya                      | Bethanie Mattek-Sands (3/4) Jamie Murray (4/5)      |
| 2017 | Abigail Spears Juan Sebastián Cabal                                                               | Gabriela Dabrowski (1/2) Rohan Bopanna               | Martina Hingis (6/7) Jamie Murray (2/5)             | Martina Hingis (7/7) Jamie Murray (3/5)             |
| 2016 | Elena Vesnina Bruno Soares (3/3)                                                                  | Martina Hingis (5/7) Leander Paes (10/10)            | Heather Watson Henri Kontinen                       | Laura Siegemund (1/2) Mate Pavić (1/3)              |
| 2015 | Martina Hingis (2/7) Leander Paes (7/10)                                                          | Bethanie Mattek-Sands (2/4) Mike Bryan (4/4)         | Martina Hingis (3/7) Leander Paes (8/10)            | Martina Hingis (4/7) Leander Paes (9/10)            |
| 2014 | Kristina Mladenovic (2/3) Daniel Nestor (4/4)                                                     | Anna-Lena Grönefeld (2/2) Jean-Julien Rojer          | Samantha Stosur (3/3) Nenad Zimonjić (5/5)          | Sania Mirza (3/3) Bruno Soares (2/3)                |
| 2013 | Jarmila Gajdošová Matthew Ebden                                                                   | Lucie Hradecká František Čermák                      | Kristina Mladenovic (1/3) Daniel Nestor (3/4)       | Andrea Hlaváčková Max Mirnyi (4/4)                  |
| 2012 | Bethanie Mattek-Sands (1/4) Horia Tecău                                                           | Sania Mirza (2/3) Mahesh Bhupathi (8/8)              | Lisa Raymond (5/5) Mike Bryan (3/4)                 | Ekaterina Makarova Bruno Soares (1/3)               |
| 2011 | Katarina Srebotnik (5/5) Daniel Nestor (2/4)                                                      | Casey Dellacqua Scott Lipsky                         | Iveta Benešová Jürgen Melzer                        | Melanie Oudin Jack Sock                             |
| 2010 | Cara Black (4/5) Leander Paes (5/10)                                                              | Katarina Srebotnik (4/5) Nenad Zimonjić (4/5)        | Cara Black (5/5) Leander Paes (6/10)                | Liezel Huber (2/2) Bob Bryan (7/7)                  |
| 2009 | Sania Mirza (1/3) Mahesh Bhupathi (7/8)                                                           | Liezel Huber (1/2) Bob Bryan (6/7)                   | Anna-Lena Grönefeld (1/2) Mark Knowles              | Carly Gullickson Travis Parrott                     |
| 2008 | Sun Tiantian Nenad Zimonjić (3/5)                                                                 | Victoria Azarenka (2/2) Bob Bryan (4/7)              | Samantha Stosur (2/3) Bob Bryan (5/7)               | Cara Black (3/5) Leander Paes (4/10)                |
| 2007 | Elena Likhovtseva (2/2) Daniel Nestor (1/4)                                                       | Nathalie Dechy Andy Ram (2/2)                        | Jelena Janković Jamie Murray (1/5)                  | Victoria Azarenka (1/2) Max Mirnyi (3/4)            |
| 2006 | Martina Hingis (1/7) Mahesh Bhupathi (6/8)                                                        | Katarina Srebotnik (3/5) Nenad Zimonjić (2/5)        | Vera Zvonareva (2/2) Andy Ram (1/2)                 | Martina Navrátilová (10/10) Bob Bryan (3/7)         |
| 2005 | Samantha Stosur (1/3) Scott Draper                                                                | Daniela Hantuchová (3/4) Fabrice Santoro             | Mary Pierce Mahesh Bhupathi (4/8)                   | Daniela Hantuchová (4/4) Mahesh Bhupathi (5/8)      |
| 2004 | Elena Bovina Nenad Zimonjić (1/5)                                                                 | Tatiana Golovin Richard Gasquet                      | Cara Black (2/5) Wayne Black (2/2)                  | Vera Zvonareva (1/2) Bob Bryan (2/7)                |
| 2003 | Martina Navrátilová (8/10) Leander Paes (2/10)                                                    | Lisa Raymond (4/5) Mike Bryan (2/4)                  | Martina Navrátilová (9/10) Leander Paes (3/10)      | Katarina Srebotnik (2/5) Bob Bryan (1/7)            |
| 2002 | Daniela Hantuchová (2/4) Kevin Ullyett                                                            | Cara Black (1/5) Wayne Black (1/2)                   | Elena Likhovtseva (1/2) Mahesh Bhupathi (3/8)       | Lisa Raymond (3/5) Mike Bryan (1/4)                 |
| 2001 | Corina Morariu Ellis Ferreira                                                                     | Virginia Ruano Pascual Tomás Carbonell               | Daniela Hantuchová (1/4) Leoš Friedl                | Rennae Stubbs (2/2) Todd Woodbridge (7/7)           |
| 2000 | Rennae Stubbs (1/2) Jared Palmer (1/2)                                                            | Mariaan de Swardt (2/2) David Adams (2/2)            | Kimberly Po Donald Johnson                          | Arantxa Sánchez Vicario (4/4) Jared Palmer (2/2)    |
| 1999 | Mariaan de Swardt (1/2) David Adams (1/2)                                                         | Katarina Srebotnik (1/5) Piet Norval                 | Lisa Raymond (2/5) Leander Paes (1/10)              | Ai Sugiyama Mahesh Bhupathi (2/8)                   |
| 1998 | Venus Williams (1/2) Justin Gimelstob (1/2)                                                       | Venus Williams (2/2) Justin Gimelstob (2/2)          | Serena Williams (1/2) Max Mirnyi (1/4)              | Serena Williams (2/2) Max Mirnyi (2/4)              |
| 1997 | Manon Bollegraf (3/4) Rick Leach (3/4)                                                            | Rika Hiraki Mahesh Bhupathi (1/8)                    | Helena Suková (5/5) Cyril Suk (4/4)                 | Manon Bollegraf (4/4) Rick Leach (4/4)              |
| 1996 | Larisa Savchenko Neiland (4/4) Mark Woodforde (4/4)                                               | Patricia Tarabini Javier Frana                       | Helena Suková (4/5) Cyril Suk (3/4)                 | Lisa Raymond (1/5) Patrick Galbraith (2/2)          |
| 1995 | Natasha Zvereva (2/2) Rick Leach (2/4)                                                            | Larisa Savchenko Neiland (3/4) Todd Woodbridge (6/7) | Martina Navrátilová (7/10) Jonathan Stark           | Meredith McGrath Matt Lucena                        |
| 1994 | Larisa Savchenko Neiland (2/4) Andrei Olhovskiy (2/2)                                             | Kristie Boogert Menno Oosting                        | Helena Suková (3/5) Todd Woodbridge (5/7)           | Elna Reinach Patrick Galbraith (1/2)                |
| 1993 | Arantxa Sánchez Vicario (3/4) Todd Woodbridge (3/7)                                               | Eugenia Maniokova Andrei Olhovskiy (1/2)             | Martina Navrátilová (6/10) Mark Woodforde (3/4)     | Helena Suková (2/5) Todd Woodbridge (4/7)           |
| 1992 | Nicole Provis (1/2) Mark Woodforde (1/4)                                                          | Arantxa Sánchez Vicario (2/4) Todd Woodbridge (2/7)  | Larisa Savchenko Neiland (1/4) Cyril Suk (2/4)      | Nicole Provis (2/2) Mark Woodforde (2/4)            |
| 1991 | Jo Durie (2/2) Jeremy Bates (2/2)                                                                 | Helena Suková (1/5) Cyril Suk (1/4)                  | Elizabeth Sayers Smylie (2/2) John Fitzgerald (2/2) | Manon Bollegraf (2/4) Tom Nijssen (2/2)             |
| 1990 | Natasha Zvereva (1/2) Jim Pugh (5/5)                                                              | Arantxa Sánchez Vicario (1/4) Jorge Lozano (2/2)     | Zina Garrison (3/3) Rick Leach (1/4)                | Elizabeth Sayers Smylie (1/2) Todd Woodbridge (1/7) |
| 1989 | Jana Novotná (3/4) Jim Pugh (3/5)                                                                 | Manon Bollegraf (1/4) Tom Nijssen (1/2)              | Jana Novotná (4/4) Jim Pugh (4/5)                   | Robin White Shelby Cannon                           |
| 1988 | Jana Novotná (1/4) Jim Pugh (1/5)                                                                 | Lori McNeil Jorge Lozano (1/2)                       | Zina Garrison (2/3) Sherwood Stewart (2/2)          | Jana Novotná (2/4) Jim Pugh (2/5)                   |
| 1987 | Zina Garrison (1/3) Sherwood Stewart (1/2)                                                        | Pam Shriver Emilio Sánchez (1/2)                     | Jo Durie (1/2) Jeremy Bates (1/2)                   | Martina Navrátilová (5/10) Emilio Sánchez (2/2)     |
| 1986 | Torneio de duplas mistas não realizado                                                            | Kathy Jordan (1/2) Ken Flach (1/2)                   | Kathy Jordan (2/2) Ken Flach (2/2)                  | Raffaella Reggi Sergio Casal                        |
| 1985 | Torneio de duplas mistas não realizado                                                            | Martina Navrátilová (2/10) Heinz Günthardt (1/2)     | Martina Navrátilová (3/10) Paul McNamee             | Martina Navrátilová (4/10) Heinz Günthardt (2/2)    |
| 1984 | Torneio de duplas mistas não realizado                                                            | Anne Smith (5/5) Dick Stockton (2/2)                 | Wendy Turnbull (5/5) John Lloyd (3/3)               | Manuela Maleeva Tom Gullikson                       |
| 1983 | Torneio de duplas mistas não realizado                                                            | Barbara Jordan Eliot Teltscher                       | Wendy Turnbull (4/5) John Lloyd (2/3)               | Elizabeth Sayers Smylie John Fitzgerald (1/2)       |
| 1982 | Torneio de duplas mistas não realizado                                                            | Wendy Turnbull (3/5) John Lloyd (1/3)                | Anne Smith (3/5) Kevin Curren (3/3)                 | Anne Smith (4/5) Kevin Curren (2/3)                 |
| 1981 | Torneio de duplas mistas não realizado                                                            | Andrea Jaeger Jimmy Arias                            | Betty Stöve (4/4) Frew McMillan (5/5)               | Anne Smith (2/5) Kevin Curren (1/3)                 |
| 1980 | Torneio de duplas mistas não realizado                                                            | Anne Smith (1/5) Billy Martin                        | Tracy Austin John Austin                            | Wendy Turnbull (2/5) Marty Riessen (7/7)            |
| 1979 | Torneio de duplas mistas não realizado                                                            | Wendy Turnbull (1/5) Bob Hewitt (4/6)                | Greer Stevens (2/3) Bob Hewitt (5/6)                | Greer Stevens (3/3) Bob Hewitt (6/6)                |
| 1978 | Torneio de duplas mistas não realizado                                                            | Renáta Tomanová Pavel Složil                         | Betty Stöve (2/4) Frew McMillan (3/5)               | Betty Stöve (3/4) Frew McMillan (4/5)               |
| 1977 | Torneio de duplas mistas não realizado                                                            | Mary Carillo John McEnroe                            | Greer Stevens (1/3) Bob Hewitt (3/6)                | Betty Stöve (1/4) Frew McMillan (2/5)               |
| 1976 | Torneio de duplas mistas não realizado                                                            | Ilana Kloss Kim Warwick (2/2)                        | Françoise Dürr (4/4) Tony Roche (2/2)               | Billie Jean King (11/11) Phil Dent                  |
| 1975 | Torneio de duplas mistas não realizado                                                            | Fiorella Bonicelli Thomaz Koch                       | Margaret Court (21/21) Marty Riessen (6/7)          | Rosie Casals (3/3) Dick Stockton (1/2)              |
| 1974 | Torneio de duplas mistas não realizado                                                            | Martina Navrátilová (1/10) Iván Molina               | Billie Jean King (10/11) Owen Davidson (11/11)      | Pam Teeguarden Geoff Masters                        |
| 1973 | Torneio de duplas mistas não realizado                                                            | Françoise Dürr (3/4) Jean-Claude Barclay (3/3)       | Billie Jean King (8/11) Owen Davidson (9/11)        | Billie Jean King (9/11) Owen Davidson (10/11)       |
| 1972 | Torneio de duplas mistas não realizado                                                            | Evonne Goolagong Cawley Kim Warwick (1/2)            | Rosie Casals (2/3) Ilie Năstase (2/2)               | Margaret Court (20/21) Marty Riessen (5/7)          |
| 1971 | Torneio de duplas mistas não realizado                                                            | Françoise Dürr (2/4) Jean-Claude Barclay (2/3)       | Billie Jean King (6/11) Owen Davidson (7/11)        | Billie Jean King (7/11) Owen Davidson (8/11)        |
| 1970 | Torneio de duplas mistas não realizado                                                            | Billie Jean King (5/11) Bob Hewitt (2/6)             | Rosie Casals (1/3) Ilie Năstase (1/2)               | Margaret Court (19/21) Marty Riessen (4/7)          |
| 1969 | Margaret Court (16/21) Marty Riessen (1/7) dividiram com Ann Haydon Jones (1/2) Fred Stolle (6/7) | Margaret Court (17/21) Marty Riessen (2/7)           | Ann Haydon Jones (2/2) Fred Stolle (7/7)            | Margaret Court (18/21) Marty Riessen (3/7)          |
| 1968 |                                                                                                   | Françoise Dürr (1/4) Jean-Claude Barclay (1/3)       | Margaret Court (15/21) Ken Fletcher (10/10)         | Mary-Ann Eisel Peter Curtis                         |

### Era amadora
| Ano  | Australian Open                                                                            | Roland Garros                                           | Wimbledon                                             | US Open                                               |
| ---- | ------------------------------------------------------------------------------------------ | ------------------------------------------------------- | ----------------------------------------------------- | ----------------------------------------------------- |
| 1968 | Billie Jean King (4/11) Dick Crealy                                                        |                                                         |                                                       |                                                       |
| 1967 | Lesley Turner Bowrey (4/4) Owen Davidson (3/11)                                            | Billie Jean King (1/11) Owen Davidson (4/11)            | Billie Jean King (2/11) Owen Davidson (5/11)          | Billie Jean King (3/11) Owen Davidson (6/11)          |
| 1966 | Judy Tegart Dalton Tony Roche (1/2)                                                        | Annette Van Zyl Frew McMillan (1/5)                     | Margaret Court (14/21) Ken Fletcher (9/10)            | Donna Floyd Fales Owen Davidson (2/11)                |
| 1965 | Robyn Ebbern Owen Davidson (1/11) dividiram com Margaret Court (10/21) John Newcombe (2/2) | Margaret Court (11/21) Ken Fletcher (7/10)              | Margaret Court (12/21) Ken Fletcher (8/10)            | Margaret Court (13/21) Fred Stolle (5/7)              |
| 1964 | Margaret Court (7/21) Ken Fletcher (5/10)                                                  | Margaret Court (8/21) Ken Fletcher (6/10)               | Lesley Turner Bowrey (3/4) Fred Stolle (4/7)          | Margaret Court (9/21) John Newcombe (1/2)             |
| 1963 | Margaret Court (3/21) Ken Fletcher (1/10)                                                  | Margaret Court (4/21) Ken Fletcher (2/10)               | Margaret Court (5/21) Ken Fletcher (3/10)             | Margaret Court (6/21) Ken Fletcher (4/10)             |
| 1962 | Lesley Turner Bowrey (2/4) Fred Stolle (2/7)                                               | Renee Schuurman Haygarth Robert Howe (4/4)              | Margaret Osborne duPont (10/10) Neale Fraser (5/5)    | Margaret Court (2/21) Fred Stolle (3/7)               |
| 1961 | Jan Lehane O'Neill (2/2) Bob Hewitt (1/6)                                                  | Darlene Hard (5/5) Rod Laver (3/3)                      | Lesley Turner Bowrey (1/4) Fred Stolle (1/7)          | Margaret Court (1/21) Bob Mark                        |
| 1960 | Jan Lehane O'Neill (1/2) Trevor Fancutt                                                    | Maria Esther Bueno Robert Howe (3/4)                    | Darlene Hard (4/5) Rod Laver (2/3)                    | Margaret Osborne duPont (9/10) Neale Fraser (4/5)     |
| 1959 | Sandra Reynolds Price Bob Mark                                                             | Yola Ramírez Ochoa William Knight                       | Darlene Hard (3/5) Rod Laver (1/3)                    | Margaret Osborne duPont (8/10) Neale Fraser (3/5)     |
| 1958 | Mary Bevis Hawton Robert Howe (1/4)                                                        | Shirley Bloomer Brasher Nicola Pietrangeli              | Lorraine Coghlan Robinson Robert Howe (2/4)           | Margaret Osborne duPont (7/10) Neale Fraser (2/5)     |
| 1957 | Fay Muller Mal Anderson                                                                    | Věra Pužejová Suková Jiří Javorský                      | Darlene Hard (2/5) Mervyn Rose                        | Althea Gibson Kurt Nielsen                            |
| 1956 | Beryl Penrose Neale Fraser (1/5)                                                           | Thelma Coyne Long (5/5) Luis Ayala                      | Shirley Fry Irvin Vic Seixas (8/8)                    | Margaret Osborne duPont (6/10) Ken Rosewall           |
| 1955 | Thelma Coyne Long (4/5) George Worthington (3/3)                                           | Darlene Hard (1/5) Gordon Forbes                        | Doris Hart (14/15) Vic Seixas (6/8)                   | Doris Hart (15/15) Vic Seixas (7/8)                   |
| 1954 | Thelma Coyne Long (3/5) Rex Hartwig (2/2)                                                  | Maureen Connolly Brinker Lew Hoad                       | Doris Hart (12/15) Vic Seixas (4/8)                   | Doris Hart (13/15) Vic Seixas (5/8)                   |
| 1953 | Julie Sampson Haywood Rex Hartwig (1/2)                                                    | Doris Hart (9/15) Vic Seixas (1/8)                      | Doris Hart (10/15) Vic Seixas (2/8)                   | Doris Hart (11/15) Vic Seixas (3/8)                   |
| 1952 | Thelma Coyne Long (2/5) George Worthington (2/3)                                           | Doris Hart (6/15) Frank Sedgman (6/8)                   | Doris Hart (7/15) Frank Sedgman (7/8)                 | Doris Hart (8/15) Frank Sedgman (8/8)                 |
| 1951 | Thelma Coyne Long (1/5) George Worthington (1/3)                                           | Doris Hart (3/15) Frank Sedgman (3/8)                   | Doris Hart (4/15) Frank Sedgman (4/8)                 | Doris Hart (5/15) Frank Sedgman (5/8)                 |
| 1950 | Doris Hart (2/15) Frank Sedgman (2/8)                                                      | Barbara Scofield Enrique Morea                          | Louise Brough Clapp (8/8) Eric Sturgess (5/5)         | Margaret Osborne duPont (5/10) Ken McGregor           |
| 1949 | Doris Hart (1/15) Frank Sedgman (1/8)                                                      | Sheila Summers (2/3) Eric Sturgess (2/5)                | Sheila Summers (3/3) Eric Sturgess (3/5)              | Louise Brough Clapp (7/8) Eric Sturgess (4/5)         |
| 1948 | Nancye Wynne Bolton (4/4) Colin Long (4/4)                                                 | Patricia Canning Todd Jaroslav Drobný                   | Louise Brough Clapp (5/8) John Bromwich (4/4)         | Louise Brough Clapp (6/8) Thomas Brown (2/2)          |
| 1947 | Nancye Wynne Bolton (3/4) Colin Long (3/4)                                                 | Sheila Summers (1/3) Eric Sturgess (1/5)                | Louise Brough Clapp (3/8) John Bromwich (2/4)         | Louise Brough Clapp (4/8) John Bromwich (3/4)         |
| 1946 | Nancye Wynne Bolton (2/4) Colin Long (2/4)                                                 | Pauline Betz Addie Budge Patty                          | Louise Brough Clapp (2/8) Thomas Brown (1/2)          | Margaret Osborne duPont (4/10) William Talbert (4/4)  |
| 1945 | Torneio não realizado devido à Segunda Guerra Mundial                                      | Torneio não realizado devido à Segunda Guerra Mundial   | Torneio não realizado devido à Segunda Guerra Mundial | Margaret Osborne duPont (3/10) William Talbert (3/4)  |
| 1944 | Torneio não realizado devido à Segunda Guerra Mundial                                      | Torneio não realizado devido à Segunda Guerra Mundial   | Torneio não realizado devido à Segunda Guerra Mundial | Margaret Osborne duPont (2/10) William Talbert (2/4)  |
| 1943 | Torneio não realizado devido à Segunda Guerra Mundial                                      | Torneio não realizado devido à Segunda Guerra Mundial   | Torneio não realizado devido à Segunda Guerra Mundial | Margaret Osborne duPont (1/10) William Talbert (1/4)  |
| 1942 | Torneio não realizado devido à Segunda Guerra Mundial                                      | Torneio não realizado devido à Segunda Guerra Mundial   | Torneio não realizado devido à Segunda Guerra Mundial | Louise Brough Clapp (1/8) Ted Schroeder               |
| 1941 | Torneio não realizado devido à Segunda Guerra Mundial                                      | Torneio não realizado devido à Segunda Guerra Mundial   | Torneio não realizado devido à Segunda Guerra Mundial | Sarah Palfrey Cooke (4/4) Jack Kramer                 |
| 1940 | Nancye Wynne Bolton (1/4) Colin Long (1/4)                                                 | Torneio não realizado devido à Segunda Guerra Mundial   | Torneio não realizado devido à Segunda Guerra Mundial | Alice Marble (7/7) Bobby Riggs (2/2)                  |
| 1939 | Nell Hall Hopman (4/4) Harry Hopman (4/5)                                                  | Sarah Palfrey Cooke (2/4) Elwood Cooke (3/4)            | Alice Marble (5/7) Bobby Riggs (1/2)                  | Alice Marble (6/7) Harry Hopman (5/5)                 |
| 1938 | Margaret Wilson John Bromwich (1/4)                                                        | Simone Mathieu (2/2) Dragutin Mitić                     | Alice Marble (3/7) Don Budge (3/4)                    | Alice Marble (4/7) Don Budge (4/4)                    |
| 1937 | Nell Hall Hopman (3/4) Harry Hopman (3/5)                                                  | Simone Mathieu (1/2) Yvon Petra                         | Alice Marble (2/7) Don Budge (1/4)                    | Sarah Palfrey Cooke (1/4) Don Budge (2/4)             |
| 1936 | Nell Hall Hopman (2/4) Harry Hopman (2/5)                                                  | Billie Yorke Marcel Bernard (2/2)                       | Dorothy Round Little (3/3) Fred Perry (4/4)           | Alice Marble (1/7) Gene Mako                          |
| 1935 | Louise Bickerton Christian Boussus                                                         | Lolette Payot Marcel Bernard (1/2)                      | Dorothy Round Little (2/3) Fred Perry (3/4)           | Sarah Palfrey Cooke Enrique Maier (2/2)               |
| 1934 | Joan Hartigan Bathurst Edgar Moon (2/2)                                                    | Colette Rosambert Jean Borotra (5/5)                    | Dorothy Round Little (1/3) Ryuki Miki                 | Helen Jacobs George Lott (4/4)                        |
| 1933 | Marjorie Cox Crawford (3/3) Jack Crawford (4/5)                                            | Margaret Scriven-Vivian Jack Crawford (5/5)             | Hilde Krahwinkel Sperling Gottfried von Cramm         | Elizabeth Ryan (9/9) Ellsworth Vines                  |
| 1932 | Marjorie Cox Crawford (2/3) Jack Crawford (3/5)                                            | Betty Nuthall Shoemaker (4/4) Fred Perry (1/4)          | Elizabeth Ryan (8/9) Enrique Maier (1/2)              | Sarah Palfrey Cooke Fred Perry (2/4)                  |
| 1931 | Marjorie Cox Crawford (1/3) Jack Crawford (2/5)                                            | Betty Nuthall Shoemaker (2/4) Patrick Spence (2/2)      | Anna McCune Harper George Lott (2/4)                  | Betty Nuthall Shoemaker (3/4) George Lott (3/4)       |
| 1930 | Nell Hall Hopman (1/4) Harry Hopman (1/5)                                                  | Cilly Aussem Bill Tilden (5/5)                          | Elizabeth Ryan (7/9) Jack Crawford (1/5)              | Edith Cross Wilmer Allison                            |
| 1929 | Daphne Akhurst Cozens (4/4) Edgar Moon (1/2)                                               | Eileen Bennett Whittingstall (3/3) Henri Cochet (3/3)   | Helen Wills Moody (3/3) Francis Hunter (2/2)          | Betty Nuthall Shoemaker (1/4) George Lott (1/4)       |
| 1928 | Daphne Akhurst Cozens (3/4) Jean Borotra (4/5)                                             | Eileen Bennett Whittingstall (2/3) Henri Cochet (2/3)   | Elizabeth Ryan (6/9) Patrick Spence (1/2)             | Helen Wills Moody (2/3) John Hawkes (5/5)             |
| 1927 | Esna Boyd Robertson (3/3) John Hawkes (4/5)                                                | Marguerite Broquedis Jean Borotra (3/5)                 | Elizabeth Ryan (5/9) Francis Hunter (1/2)             | Eileen Bennett Whittingstall (1/3) Henri Cochet (1/3) |
| 1926 | Esna Boyd Robertson (2/3) John Hawkes (3/5)                                                | Suzanne Lenglen (5/5) Jacques Brugnon (2/2)             | Kathleen McKane Godfree (3/3) Leslie Godfree          | Elizabeth Ryan (4/9) Jean Borotra (2/5)               |
| 1925 | Daphne Akhurst Cozens (2/4) Jim Willard (2/2)                                              | Suzanne Lenglen (3/5) Jacques Brugnon (1/2)             | Suzanne Lenglen (4/5) Jean Borotra (1/5)              | Kathleen McKane Godfree (2/3) John Hawkes (2/5)       |
| 1924 | Daphne Akhurst Cozens (1/4) Jim Willard (1/2)                                              | Marguerite Broquedis Jean Borotra ‡                     | Kathleen McKane Godfree (1/3) John Gilbert            | Helen Wills Moody (1/3) Vincent Richards (2/2)        |
| 1923 | Sylvia Lance Harper Horace Rice                                                            | Suzanne Lenglen Jacques Brugnon ‡                       | Elizabeth Ryan (3/9) Randolph Lycett (3/3)            | Molla Bjurstedt Mallory Bill Tilden (4/5)             |
| 1922 | Esna Boyd Robertson (1/3) John Hawkes (1/5)                                                | Suzanne Lenglen Jacques Brugnon ‡                       | Suzanne Lenglen (2/5) Pat O'Hara Wood                 | Mary Browne (5/5) Bill Tilden (3/5)                   |
| 1921 |                                                                                            | Suzanne Lenglen Jacques Brugnon ‡                       | Elizabeth Ryan (2/9) Randolph Lycett (2/3)            | Mary Browne (4/5) Bill Johnston                       |
| 1920 | Suzanne Lenglen Max Decugis ‡                                                              | Suzanne Lenglen (1/5) Gerald Patterson                  | Hazel Hotchkiss Wightman (6/6) Wallace F. Johnson     |                                                       |
| 1919 | Torneio não realizado devido à Primeira Guerra Mundial                                     | Elizabeth Ryan (1/9) Randolph Lycett (1/3)              | Marion Zinderstein Vincent Richards (1/2)             |                                                       |
| 1918 | Torneio não realizado devido à Primeira Guerra Mundial                                     | Torneio não realizado devido à Primeira Guerra Mundial  | Hazel Hotchkiss Wightman (5/6) Irving Wright          |                                                       |
| 1917 | Torneio não realizado devido à Primeira Guerra Mundial                                     | Torneio não realizado devido à Primeira Guerra Mundial  | Eleonora R. Sears (2/2) Willis E. Davis (2/2)         |                                                       |
| 1916 | Torneio não realizado devido à Primeira Guerra Mundial                                     | Torneio não realizado devido à Primeira Guerra Mundial  | Eleonora Sears (1/2) Willis E. Davis (1/2)            |                                                       |
| 1915 | Torneio não realizado devido à Primeira Guerra Mundial                                     | Torneio não realizado devido à Primeira Guerra Mundial  | Hazel Hotchkiss Wightman (4/6) Harry Johnson          |                                                       |
| 1914 | Suzanne Lenglen Max Decugis ‡                                                              | Ethel Thomson Larcombe James Cecil Parke                | Mary Browne (3/5) Bill Tilden (2/5)                   |                                                       |
| 1913 | Daisy Speranza William Laurentz ‡                                                          | Agnes Tuckey Hope Crisp                                 | Mary Browne (2/5) Bill Tilden (1/5)                   |                                                       |
| 1912 | Daisy Speranza William Laurentz ‡                                                          |                                                         | Mary Browne (1/5) R. Norris Williams                  |                                                       |
| 1911 | Marguerite Broquedis Andre Gobert ‡                                                        | Hazel Hotchkiss Wightman (3/6) Wallace F. Johnson (3/3) |                                                       |                                                       |
| 1910 | M. Meny ‡†                                                                                 | Hazel Hotchkiss Wightman (2/6) Joseph Carpenter         |                                                       |                                                       |
| 1909 | Jeanne Matthey Max Decugis ‡                                                               | Hazel Hotchkiss Wightman (1/6) Wallace F. Johnson (2/3) |                                                       |                                                       |
| 1908 | Kate Gillou Max Decugis ‡                                                                  | Edith Rotch Nathaniel Niles                             |                                                       |                                                       |
| 1907 | A. Pean R. Wallet ‡                                                                        | May Sayers Wallace F. Johnson (1/3)                     |                                                       |                                                       |
| 1906 | Yvonne de Pfoeffel Max Decugis ‡                                                           | Sarah Coffin Edward Dewhurst                            |                                                       |                                                       |
| 1905 | Yvonne de Pfoeffel Max Decugis ‡                                                           | Augusta Schultz Clarence Hobart (3/3)                   |                                                       |                                                       |
| 1904 | Kate Gillou Max Decugis ‡                                                                  | Elisabeth Moore (2/2) Wylie C. Grant (2/2)              |                                                       |                                                       |
| 1903 | Helene Prevost R. Forbes ‡                                                                 | Helen Chapman Harry Allen                               |                                                       |                                                       |
| 1902 | Helene Prevost R. Forbes ‡                                                                 | Elisabeth Moore (1/2) Wylie C. Grant (1/2)              |                                                       |                                                       |
| 1901 |                                                                                            |                                                         |                                                       | Marion Jones Raymond Little                           |
| 1900 | Margaret Hunnewell Alfred Codman                                                           |                                                         |                                                       |                                                       |
| 1899 | Elizabeth Rastall Albert Hoskins                                                           |                                                         |                                                       |                                                       |
| 1898 | Carrie Neely Edwin Fischer (4/4)                                                           |                                                         |                                                       |                                                       |
| 1897 | Laura Henson D. L. Magruder                                                                |                                                         |                                                       |                                                       |
| 1896 | Juliette Atkinson (3/3) Edwin Fischer (3/4)                                                |                                                         |                                                       |                                                       |
| 1895 | Juliette Atkinson (2/3) Edwin Fischer (2/4)                                                |                                                         |                                                       |                                                       |
| 1894 | Juliette Atkinson (1/3) Edwin Fischer (1/4)                                                |                                                         |                                                       |                                                       |
| 1893 | Ellen Roosevelt Clarence Hobart (2/3)                                                      |                                                         |                                                       |                                                       |
| 1892 | Mabel Cahill Clarence Hobart (1/3)                                                         |                                                         |                                                       |                                                       |

| Legenda |
| ‡‡ Edição reservada a jogadores franceses ou residentes em França. Não reconhecido como Torneio do Grand Slam pela Federação Internacional de Tênis (ITF) |